# Административно деление на Англия
Административното деление на Англия има доста сложна структура. Цялата територия на страната е разделена на 9 региона, а всеки регион – на графства. Графствата могат да бъдат метрополни графства, селски графства или унитарни единици. Метрополните и селските графства имат двустепенна система на управление и могат да групират няколко селища в общини (или градски райони в случая на метрополни графства). Унитарните единици имат едностепенно управление. На локално административно ниво местни органи на управление са гражданските енории, но те съществуват на отделни места. Освен това в Англия съществуват и 48 церемониални графства, свързани с кралската власт.
Съвременната административна система е достигнала до този си вид след серия от реформи, започнали със законодателни актове през 1965 и 1974 г..

## Региони
Регионите в Англия са административно-териториални единици от най-високо ниво в страната. Между 1994 г. и 2011 г. девет региона имат официално деволвирани функции в рамките на правителството. Въпреки че вече не изпълняват тази роля, те продължават да се използват за статистически и някои административни цели. Те определят области (избирателни райони, на англ. constituencies) за целите на изборите за Европейския парламент. Евростат също така ги използва, за да разграничи Обща класификация на териториалните единици за статистически цели в рамките на Европейския съюз. Регионите като цяло следват границите на бившите стандартни региони, установени през 1940 г. за статистически цели.
Всеки регион включва едно или няколко графства. Делението на региони е въведено през 1994 г. от правителството на Джон Мейджър.
Деветте региона са:
1. Голям Лондон
2. Югоизточна Англия
3. Югозападна Англия
4. Уест Мидландс
5. Северозападна Англия
6. Североизточна Англия
7. Йоркшър и Хъмбър
8. Ийст Мидландс
9. Източна Англия

## Графства

### Церемониални графства
Церемониалните графства (на английски: Ceremonial counties) се свързват с кралските наместничества (на английски: Lieutenancy area) на територията на Англия. Наместничеството е територия, за която се назначава лорд-наместник (Lord Lieutenant), почетен представител на британския монарх. Церемониалните графства нямат административни функции, но броят им и техните граници са стабилни и затова се използват за географско обвързване (а самите графства могат да се наричат географски), например при определянето на границите на избирателните райони. В настояще време в Англия има 48 церемониални графства.

### Административни графства
За административни цели графствата се делят на няколко типа в зависимост от преобладаващия тип селища (само градски или не) и от наличието на по-нататъшно разделение на общини (на английски: districts) – тогава графството е с двустепенна система на управление. Когато липсва разделение на общини, графството е с едностепенно управление и се нарича унитарна единица. В допълнение към статута си на графство унитарните единици могат да имат и статут на град (на английски: city) или почетният статут „боро“ (на английски: borough) без това да се отразява на техните функции.
Въз основа на това разделение се открояват следните типове графства:
- 6 графства-градове (метрополни графства, на английски: Metropolitan counties) – предимно градски територии, като пълномощията за управление принадлежат на районните съвети (в случая те се приравняват на общини);
- 27 селски графства (на английски: Non-metropolitan county/Shire county) с двустепенна система на управление, т.е има разделение на общини; наименованието им завършва на „-шър“,
- 55 унитарни единици (УЕ, на английски: Unitary authorities) – територии с едностепенна (единна) администрация, т.е., общината е и графство[5];
  - в това число островите Сили – обособена УЕ към УЕ Корнуол;
- Голям Лондон – особено образувание, разделено на 32 района (боро, на английски: borough) и Лондонското Сити (освен административно графство, то е и отделно церемониално графство).

Селските графства и унитарните единици заедно се наричат неметрополни графства.
Броят на унитарните единици постепенно се увеличава, или чрез отделянето на отделни общини от графствата, или чрез обединението на всички общини в графството в едно.

## Общинско ниво
На общинско ниво Англия се дели на 326 административни единици:
- 68 градски общини (муниципални/метрополни райони);
  - 32 райони на Лондон (на английски: London borough);
  - 36 общини-райони на други градове-графства (на английски: Metropolitan borough);
- 201 не-метрополни общини (на английски: Non-metropolitan district);
- Лондонското Сити;
- 55 унитарни единици, които са едновременно и графство, и община.

## Локално ниво
Значителна част от окръзите и унитарните образувания съдържат и административни единици, наречени граждански енории (на английски: Civil parish), което е най-ниското ниво на административно деление. Понятието е въведено със Закона за местното управление през 1894 г. (Local Government Act 1894), но е тясно свързано с историческата традиция, тъй като още от Средновековието църковните енории са изпълнявали и граждански функции, като събирането на определени данъци и полагане на грижи за бедните.
По данни към декември 2009 г. в Англия съществуват 10 473 енории и броят им постепенно расте.
Гражданските енории обхващат само 35 % от населението, защото в болшинството от градовете няма такова деление (а там е съсредоточена по-голяма част от населението).
По решение на енорийския съвет населеното място може да се именува town (град), village (село), neighbourhood (квартал) или community (община). Няколко от енориите имат статут на голям град (сити, city), даден им от краля на Великобритания.

## Схема
| регионално ниво       | 9 региона                                | 9 региона                   | 9 региона                | 9 региона                | 9 региона                |
| наместническо ниво    | 48 церемониални графства                 | 48 церемониални графства    | 48 церемониални графства | 48 церемониални графства | 48 церемониални графства |
| ниво графство         | 6 градове-графства (метрополни графства) | 27 селски графства („-шър“) | 55 унитарни единици      | Голям Лондон             | Голям Лондон             |
| общинско/районно ниво | 36 градски района (боро)                 | 201 не-метрополни общини    | 55 унитарни единици      | 32 райони на Лондон      | Лондонско Сити           |
| локално ниво          | 10473 граждански енории                  | 10473 граждански енории     | 10473 граждански енории  |                          |                          |